# Walter Schulz (Fußballspieler, 1908)
Walter „Schnalle“ Schulz (* 11. Januar 1908; † unbekannt) war ein deutscher Fußballspieler und -trainer, der im Berlin der Nachkriegsjahre mit Tennis Borussia und dem VfB Pankow noch mit 43 Jahren Erstligafußball spielte.
„Schnalle“ Schulz hatte zu dem Zeitpunkt bereits für diverse Vereine sowie 11-mal repräsentativ für Berlin und Brandenburg gespielt. Im Reichsbundpokal debütierte er 1935 beim 4:3 gegen Westfalen, zu der Zeit war er bei Minerva 93. Im deutschen Vereinspokal 1939/40 spielte der inzwischen 31-jährige Schulz für den Berliner Tennis Club Borussia (seit 1935) und bestritt im so genannten Tschammerpokal, dem Vorläufer des DFB-Pokals, alle drei Spiele der Berliner, die im Achtelfinale gegen Fortuna Düsseldorf mit 1:8 ausschieden. Auch in den beiden Schlussrunden-Begegnungen der Borussen im Pokal 1941 war Schulz mit von der Partie. 1941 erreichte Tennis Borussia die Endrunde um die deutsche Meisterschaft. Schulz bestritt alle vier Spiele der 1. Runde, nach der seine Mannschaft ausschied.
Nach dem Kriegsende und der Auflösung aller Sportvereine spielte Schulz zunächst für die Sportgruppe Pankow-Nord und danach für die SG Charlottenburg, mit der er 1947 Berliner Stadtmeister wurde. Nebenher trainierte er die SG Osloer Straße (kurz „Oslo“). Nach der Saison 1948/49 verließ er den inzwischen aus der SG Charlottenburg neu gegründeten Verein Tennis Borussia Berlin und wurde Trainer beim Ost-Berliner VfB Pankow, mit dem er 1949/50 in der Gesamtberliner Stadtliga den 8. Platz erreichte.
Als der VBB 1950 das Vertragsspielersystem einführte, nahm dies die DDR-Sportführung zum Anlass, die Ost-Berliner Fußballmannschaften aus den Gesamtberliner Ligen zurückzuziehen und in das DDR-Ligensystem einzugliedern. Neben der SG Lichtenberg 47 und der SG Union Oberschöneweide wurde zur Saison 1950/51 auch der VfB Pankow in die höchste DDR-Spielklasse, die DS-Oberliga, eingegliedert. Nachdem sich sechs VfB-Spieler West-Berliner Vereinen angeschlossen hatten, musste „Schnalle“ Schulz, jetzt über 40, dem verbliebenen Rest, mit neuen Spielern aufgefüllt, auch wieder aktiv auf dem Platz helfen. In dieser Mannschaft erhielt Schulz’ Spitzname mehr Bedeutung, da im Kader noch zwei weitere Spieler mit dem Namen Schulz standen, von denen einer ebenfalls Walter hieß. Die „Läuferreihe der Schulzens“ wurde legendär, ansonsten aber war die neu zusammengestellte Mannschaft des VfB in der Oberliga chancenlos und landete am Ende der Spielzeit auf dem letzten Tabellenplatz.
Als Spielertrainer war Schulz im Laufe der Frühjahrsserie durch Horst Spillecke abgelöst worden. Selbst hatte er von den 34 Punktspielen 15 Begegnungen bestritten, sich dabei zuerst im Mittelfeld, später in der Abwehr eingesetzt. Anschließend beendete er seine Laufbahn im höherklassigen Fußball. „Schnalle“ war aber, vermutlich als Spielertrainer, 1951/52 noch für den in Westberlin neu gegründeten VfB (zu) Pankow aktiv und trainierte dann Rapide Wedding.